# چاه‌طالب‌مختاری
چاه طالب مختاری روستایی در دهستان دوکوهه بخش سه قلعه شهرستان سرایان استان خراسان جنوبی ایران است. بر پایه سرشماری عمومی نفوس و مسکن در سال ۱۳۹۰ جمعیت این روستا کمتر از ۳ خانوار بوده است.